# T型小惑星
T型小惑星(T-type asteroid)は、小惑星帯内側の珍しい小惑星の分類である。組成は未知で、暗く特徴のない中程度に赤いスペクトルを持ち、0.85μmに緩やかな吸収線を持つ。現在まで、この小惑星に対応する隕石は発見されていない。無水であるが、P型小惑星またはD型小惑星または恐らく高度に変質したC型小惑星に関連すると信じられている。カサンドラがその一例である。